# Priit
Priit ist als eine Kurzform von Priidik (einer estnischen Form von Friedrich) ein estnischer männlicher Vorname.

## Namensträger
- Priit Aimla (* 1941), estnischer Schriftsteller, Dramatiker und Humorist
- Priit Kruus (1981–2018), estnischer Literaturwissenschaftler und Schriftsteller
- Priit Narusk (* 1977), estnischer Skilangläufer und Biathlet
- Priit Nigula (1899–1962), estnischer Dirigent und Pianist
- Priit Pajusaar (* 1964), estnischer Musikproduzent, Schlagerkomponist und Arrangeur
- Priit Pärn (* 1946), estnischer Zeichentrick-Regisseur
- Priit Pikamäe (* 1973), estnischer Jurist
- Priit Põhjala (* 1982), estnischer Semiotiker und Kinderbuchautor
- Priit Tomson (* 1942), sowjetischer Basketballspieler
- Priit Viks (* 1982), estnischer Biathlet